# 캐런 알렉산더
캐런 알렉산더(영어: Karen Alexander, 1965년 ~ )는 미국의 모델 겸 배우이다. 영화 《나쁜 녀석들》(1995)에서 조연 맥스 역으로 출연한 것으로 알려져 있다.